# 扬州大学广陵学院
扬州大学广陵学院是中国江苏省扬州市的一所独立学院，创办于1998年，2005年5月经中华人民共和国教育部确认为独立学院。学校的举办方为扬州大学和扬州大学教育发展基金会。
截止2025年6月，学校开设38个本科专业，学科涉及经济学、法学、文学、理学、工学、农学、管理学、艺术学等8大门类。

## 历史
- 1998年12月，公有民办二级学院-扬州大学广陵学院设立。[3]
- 2005年5月，经中华人民共和国教育部确认为独立学院。[3]
- 2014年5月，经江苏省事业单位登记管理局批准，学校由民办非企业转为事业单位法人。[3]
- 2016年9月，扬州大学广陵学院位于扬州市扬子津科教园区的新校区开工建设，该校区一期用地535亩，预留用地200亩，建筑面积27.8万平方米。[4]
- 2018年2月，扬州大学广陵学院新校区建成交付使用。[5]
- 2021年，江苏省政府发布《关于印发江苏省“十四五”文化和旅游发展规划的通知》，其中提出将扬州大学广陵学院转设为江苏戏剧学院，性质为省属公办普通本科高校。[6]

## 学院设置
截止2025年5月，扬州大学广陵学院有7个系部：
- 文法系
- 经济管理系
- 机械电子工程系
- 土木电气工程系
- 化工与医药系
- 旅游与艺术系
- 基础部

## 校区
扬州大学广陵学院新校区建成使用前，在扬州大学江阳路南校区（江苏省扬州市江阳中路131号）、扬州大学江阳路北校区（江苏省扬州市江阳中路136号）和荷花池校区办学，2018年2月，扬州大学广陵学院新校区建成交付使用。
扬州大学广陵学院新校区位于扬州市邗江南路199号，校区占地面积800余亩，校舍面积28万平方米。